# Nazareno Romero
Nazareno Andrés Romero (Buenos Aires, Argentina; 26 de febrero de 2000) es un futbolista argentino. Juega de defensa y su equipo actual es el Orense de la Serie A de Ecuador.

## Trayectoria
Formado en las inferiores del Vélez Sarsfield, club donde llegó a los 7 años, Romero fue promovido al primer equipo en la temporada 2021. Debutó con Vélez ante Racing Club. Disputó nueve encuentros en su primer año.
El 9 de febrero de 2022, Romero se unió a préstamo a Rosario Central.
De cara a la temporada 2023, fue cedido al Ferro Carril Oeste de la Primera B Nacional.

## Selección nacional
Fue citado a la selección sub-15 de Argentina.

## Estadísticas
Actualizado al 16 de agosto de 2025.
| Club                       | Div.          | Temporada     | Liga  | Liga  | Copas nacionales | Copas nacionales | Copas internacionales | Copas internacionales | Total | Total | Media |
| Club                       | Div.          | Temporada     | Part. | Goles | Part.            | Goles            | Part.                 | Goles                 | Part. | Goles | Media |
| -------------------------- | ------------- | ------------- | ----- | ----- | ---------------- | ---------------- | --------------------- | --------------------- | ----- | ----- | ----- |
| Vélez Sarsfield Argentina  | 1.ª           | 2021          | 8     | 0     | 0                | 0                | 1                     | 0                     | 9     | 0     | 0     |
| Vélez Sarsfield Argentina  | Total club    | Total club    | 8     | 0     | 0                | 0                | 1                     | 0                     | 9     | 0     | 0     |
| Rosario Central Argentina  | 1.ª           | 2022          | 2     | 0     | 1                | 0                | —                     | —                     | 3     | 0     | 0     |
| Rosario Central Argentina  | Total club    | Total club    | 2     | 0     | 1                | 0                | 0                     | 0                     | 3     | 0     | 0     |
| Ferro Argentina            | 2.ª           | 2023          | 10    | 0     | 0                | 0                | —                     | —                     | 10    | 0     | 0     |
| Ferro Argentina            | Total club    | Total club    | 10    | 0     | 0                | 0                | 0                     | 0                     | 10    | 0     | 0     |
| Deportivo Cuenca · Ecuador | 1.ª           | 2024          | 21    | 1     | 1                | 0                | 1                     | 0                     | 23    | 1     | 0.04  |
| Deportivo Cuenca · Ecuador | Total club    | Total club    | 21    | 1     | 1                | 0                | 1                     | 0                     | 23    | 1     | 0.04  |
| Orense · Ecuador           | 1.ª           | 2025          | 4     | 0     | 0                | 0                | 1                     | 0                     | 5     | 0     | 0     |
| Orense · Ecuador           | Total club    | Total club    | 4     | 0     | 0                | 0                | 1                     | 0                     | 5     | 0     | 0     |
| Total carrera              | Total carrera | Total carrera | 45    | 1     | 2                | 0                | 3                     | 0                     | 50    | 1     | 0.02  |